# Forestia (dier)
Forestia is een geslacht van kreeftachtigen uit de klasse van de Malacostraca (hogere kreeftachtigen).

## Soort
- Forestia mirabilis Trinchese, 1881 (Deze naam wordt niet meer geaccepteerd).

## Synoniem
- Calma glaucoides (Alder & Hancock, 1854)